# Juanma Barroso
Juan Manuel Barroso González (San Sebastián de los Reyes, Madrid, España, 1978) más conocido como Juanma Barroso, es un exfutbolista y director deportivo de fútbol español que actualmente se encuentra sin equipo.

## Trayectoria

### Como jugador
Como jugador su trayectoria giró en torno a equipos de la Segunda División B de España, como UD Sanse, Deportivo Alavés B, Talavera CF, Tomelloso Club de Fútbol, Villanueva Club de Fútbol, Móstoles Club de Fútbol o Club Deportiu Tortosa.

### Como director deportivo
Tras obtener el título de director deportivo en 2007, en la temporada 2008-09 trabajaría como segundo entrenador de Jordi Fabregat en el Racing Club Portuense y también ejercería como secretario técnico del club andaluz. 
En la temporada 2009-10, fue contratado por el Antequera CF como director deportivo.
Comenzó su trayectoria como director deportivo haciéndose cargo en la temporada 2010-11 del CD Toledo.
En la temporada 2011-12, firma como director deportivo del Burgos CF de la Tercera División de España. 
En la temporada 2012-13, firma como director deportivo del Arroyo CP de la Segunda División B de España, donde logró mantener al club extremeño en la categoría. 
En la temporada 2013-14, sería director deportivo de la AE Prat de la Segunda División B de España, donde trabajaría hasta noviembre de 2013, tras la destitución del entrenador y su destitución.
En la misma temporada, se enrolaría en la secretaría técnica de la SD Eibar para trabajar como colaborador de la misma.
El 23 de julio de 2015, firma como director deportivo del FC Jumilla de la Segunda División B de España, en el que Jordi Fabregat sería el técnico del equipo jumillano.
En verano de 2017, se convierte en secretario técnico del Real Murcia CF de la Segunda División B de España, en que trabaja durante unos meses.
El 23 de octubre de 2017, es contratado por Ramón Planes para ser director de la cantera del Rayo Vallecano, firmando un contrato por tres temporadas, donde permanecería hasta julio de 2020.
El 13 de enero de 2021, firma como director deportivo del Club de Fútbol Lorca Deportiva de la Segunda División B de España, donde trabajaría hasta el final de la temporada.
En enero de 2022, firma como director deportivo del FK Surkhon Termez de la Primera Liga de Uzbekistán, en el que Jordi Fabregat sería el técnico del equipo uzbeco y al que lograría salvar del descenso de categoría, donde trabajaría hasta el final de la temporada.
En diciembre de 2022, se convierte en secretario técnico del Wisła Cracovia de la I Liga de Polonia.
El 13 de junio de 2023, firma como director deportivo de la SD Logroñés de la Primera Federación.

## Clubes

### Como director deportivo
| Club                                  | País       | Año       |
| ------------------------------------- | ---------- | --------- |
| Racing Club Portuense                 | España     | 2008-2009 |
| Antequera CF                          | España     | 2009-2010 |
| CD Toledo                             | España     | 2010-2011 |
| Burgos CF                             | España     | 2011-2012 |
| Arroyo CP                             | España     | 2012-2013 |
| AE Prat                               | España     | 2013      |
| SD Eibar (adjunto secretaría técnica) | España     | 2013-2014 |
| FC Jumilla                            | España     | 2015-2016 |
| Real Murcia CF (secretario técnico)   | España     | 2017      |
| Rayo Vallecano (Director cantera)     | España     | 2017-2020 |
| Club de Fútbol Lorca Deportiva        | España     | 2021      |
| FK Surkhon Termez                     | Uzbekistán | 2022      |
| Wisła Cracovia (secretario técnico)   | Polonia    | 2022-2023 |
| SD Logroñés                           | España     | 2023-     |